# Шевченкознавство

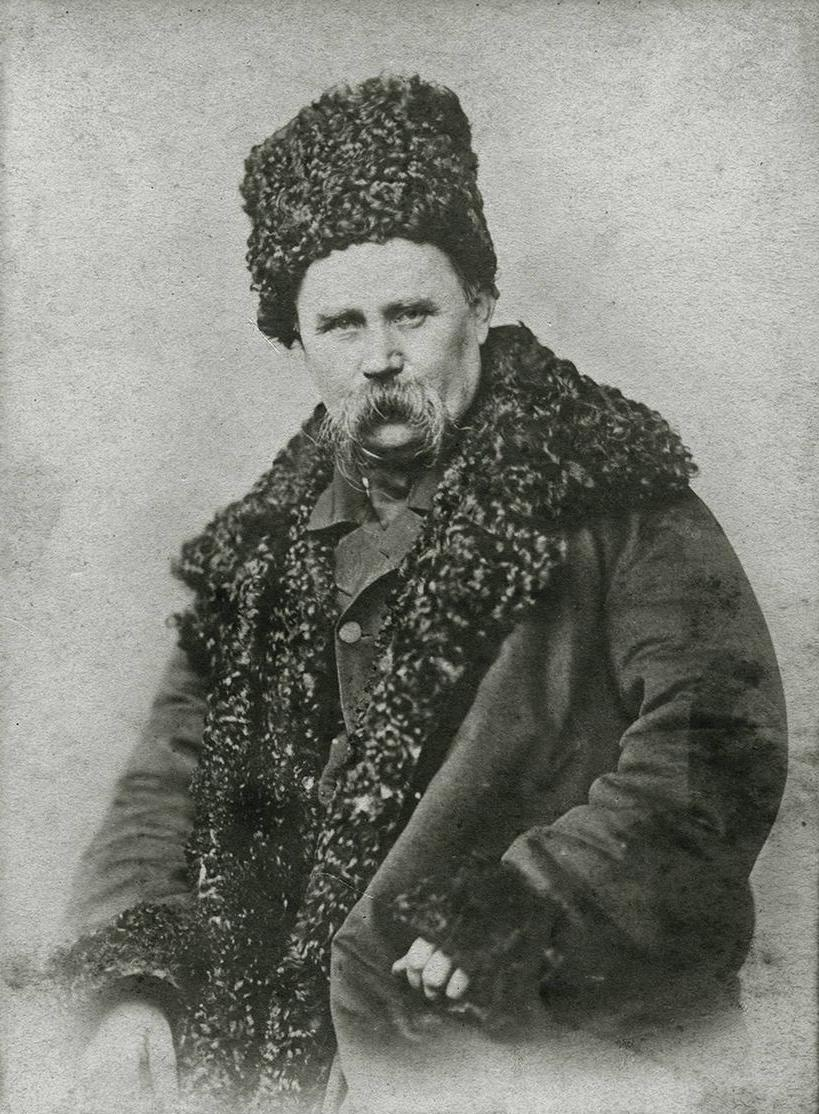
Тарас Шевченко, світлина 1859 року

Шевченкозна́вство — наукове вивчення життя та творчості Тараса Шевченка, а також місця його постаті в українській та світовій історії та культурі. Відзначається кількома напрямками досліджень: біографічний, бібліографічний, літературознавчий, текстологічний, мовознавчий, лексикографічний, мистецтвознавчий, естетичний, психологічний, педагогічний, релігійно-етичний, філософський, суспільно-політичний тощо.

## Історія
Після виходу в світ першого видання «Кобзаря» (1840), «Чигиринського Кобзаря і Гайдамаків» (1844) й останнього прижиттєвого «Кобзаря» Тараса Шевченка 1860 року та окремих видань поем «Гайдамаки» (1841), «Гамалія» (1844), «Тризна» (1844) з'явилися рецензії, статті і відгуки. Посмертні публікації поетичних творів, «Щоденника», листів Шевченка та матеріалів до його біографії в журналі «Основа» на початку 1860-х років, а також окремі видання збірок творів під назвою «Кобзар» дали матеріал до наукових досліджень. У Львові в 1856 році вийшло перше монографічне дослідження про творчість Шевченка польського критика Г. Баттальї, в якому на основі фактичного матеріалу простежено творчу еволюцію поета і його зв'язки з польською культурою. Українські вчені М. Павлик, О. Терлецький, М. Драгоманов, І. Франко, Ф. Вовк, М. Дашкевич, М. Сумцов та інші намагалися всебічно та об'єктивно охарактеризувати творчість Шевченка та його значення в історії України.
Починаючи з другої половини XIX століття вийшли біографічні праці В. Маслова, М. Чалого і О. Кониського, в яких подано всебічну характеристику зібраних і систематизованих матеріалів про життя і творчість Шевченка. Текстологічні проблеми вирішували В. Доманицький та І. Франко при підготовці видань його поетичної спадщини. Бібліограф М. Комаров у виданні «Т. Шевченко в литературе и искусстве» (1903) зафіксував праці, що з'явилися в 1840—1903 роках. Про значення творчості Шевченка говорили українські письменники М. Коцюбинський, Леся Українка, В. Стефаник, М. Черемшина, О. Маковей й інші. Статті про творчість українського поета з'являлися в пресі багатьох європейських держав (у Польщі, Болгарії, Данії, Швеції та інших).
Новий етап наукового шевченкознавства розпочався після створення в 1926 році Інституту Т. Шевченка і його Київської філії. Великий науковий внесок у його розвиток вклали відомі вчені С. Єфремов, О. Дорошкевич, І. Айзеншток, М. Новицький, О. Новицький, В. Міяковський, Б. Якубський, Є. Шабліовський, Б. Навроцький та інші, які на основі зібраної рукописної і малярської спадщини розпочали підготовку видань та наукових досліджень. Після реорганізації в 1936 році Інституту Т. Шевченка і його об'єднання з іншими установами було створено Інститут української літератури ім. Т. Шевченка, основним завданням якого було всебічне вивчення спадщини поета, художника і громадянина Шевченка, підготовка в першу чергу академічних і науково-критичних видань його творів, написання науково-біографічних, текстологічних, теоретичних досліджень. В той час з'явилися наукові праці, в яких порушувалися проблеми зв'язків Шевченка з фольклором (Д. Ревуцького, М. Грінченка, П. Попова), які не призупинялися навіть в роки Другої світової війни, коли вся рукописна спадщина була евакуйована до міста Уфи (Башкірія), а малярська — до Новосибірська. Ще в передвоєнні роки була актуалізована тема «Шевченко і світова література», якій присвятили свої праці О. Віхецький, С. Савченко, А. Величков, М. Чубач. З'явилися наукові дослідження творчості Шевченка присвячені його стилю, віршуванню і жанрам (Л. Сукачов, А. Недзвідський), драматургії (О. Борщаговський, М. Йосипенко), прози (Є. Кирилюк, П. Колесник, М. Шагінян). Розпочате ще в 1920-х роках вивчення мови творів Шевченка було поглиблене в працях В. Масальського, Г. Левченка, В. Ільїна, В. Ващенка та інших. В 1939 році з'явилися перші два томи академічного Повного зібрання творів у 10-ти томах, яке було завершене з 1949 по 1957 роки (Томи 1-6).
До 125-річчя з дня народження поета було опубліковано ряд збірок, наукових записок і окремих видань із науковими дослідженнями про Шевченка.
З 1952 року Інститут літератури почав проводити шевченківські наукові конференції. У 1954—2014 роках видано численну кількість збірок, в яких опубліковано доповіді виступаючих згідно з заявленими програмами. З початку 1950-х років почали з'являтися збірки документів типу «Т. Г. Шевченко в документах і матеріалах» (1950), що знайшло продовження в 1970—1980 роках; опубліковано книжки біографів Шевченка Д. Косарика-Коваленка («Життя і діяльність Т. Шевченка», 1955), Є. Кирилюка («Т. Г. Шевченко. Життя і творчість», 1959), Є. Шабліовського («Народ і слово Т. Шевченка», 1961), «Листи до Т. Г. Шевченка» (1962), «Т. Г. Шевченко в епістолярії відділу рукописів» (1966), літописи життя і творчості поета (В. Анісова й Є. Середи, М. Ткаченка, П. Жура), наукові біографії, написані колективами авторів та окремими дослідниками (наприклад академіком І. Дзюбою). Окремими виданнями виходили українською та російською мовами спогади про Шевченка.
Шевченкознавцями Інституту літератури та вченими України і зарубіжжя укладено і видано Шевченківський словник у 2-х томах (1977) та Шевченківську енциклопедію у 6-ти томах (2012—2014).
На сьогодні більша частина літературних творів й документів Шевченка зберігаються в Інституті літератури, а художні — в Національному музеї, які носять його ім'я.
| - Інститут літератури ім. Т. Шевченка - Національний музей ім. Т. Шевченка |